# Heinrich Isser
Heinrich Isser (12 de mayo de 1928-18 de mayo de 2004) fue un deportista austríaco que compitió en bobsleigh y luge.
Ganó dos medallas en el Campeonato Mundial de Bobsleigh, en los años 1958 y 1962. Además, obtuvo cinco medallas en el Campeonato Europeo de Luge entre los años 1951 y 1955.

## Palmarés internacional
| Campeonato Mundial | Campeonato Mundial           | Campeonato Mundial | Campeonato Mundial |
| Año                | Lugar                        | Medalla            | Prueba             |
| ------------------ | ---------------------------- | ------------------ | ------------------ |
| 1958               | Garmisch-Partenkirchen (RFA) | Medalla de bronce  | Doble              |
| 1962               | Garmisch-Partenkirchen (RFA) | Medalla de bronce  | Cuádruple          |

| Campeonato Europeo | Campeonato Europeo           | Campeonato Europeo | Campeonato Europeo |
| Año                | Lugar                        | Medalla            | Prueba             |
| ------------------ | ---------------------------- | ------------------ | ------------------ |
| 1951               | Igls (Austria)               | Medalla de plata   | Doble              |
| 1952               | Garmisch-Partenkirchen (RFA) | Medalla de oro     | Doble              |
| 1953               | Cortina d'Ampezzo (Italia)   | Medalla de plata   | Individual         |
| 1953               | Cortina d'Ampezzo (Italia)   | Medalla de plata   | Doble              |
| 1955               | Hahnenklee (RFA)             | Medalla de oro     | Doble              |